# Aeroportul Bojnord
Aeroportul Bojnord (IATA: BJB, ICAO: OIMN) este un aeroport din Bojnurd, Central District⁠(d), Bojnord County⁠(d), North Khorasan Province⁠(d), Iran.
Situat la o altitudine de 1.066 m, aeroportul dispune de o singură pistă.